# Lüdersdorf, Mecklenburg-Vorpommern
Lüdersdorf är en kommun och ort i Landkreis Nordwestmecklenburg i förbundslandet Mecklenburg-Vorpommern i Tyskland.
I kommuenen finns orterna Boitin-Resdorf, Duvennest, Groß Neuleben, Herrnburg, Klein Neuleben, Palingen, Schattin och Wahrsow.
Kommunen ingår i kommunalförbundet Amt Schönberger Land tillsammans med kommunerna Dassow, Grieben, Menzendorf, Roduchelstorf, Schönberg, Selmsdorf och Siemz-Niendorf.